# Leichtathletik-Halleneuropameisterschaften 1979
Die 10. Leichtathletik-Halleneuropameisterschaften fanden am 24. und 25. Februar 1979 in Wien (Österreich) statt. Austragungsort war das Ferry-Dusika-Hallenstadion. Die österreichische Bundeshauptstadt war zum zweiten Mal nach 1970 Austragungsort dieser Veranstaltung.

## Ergebnisse Männer

### 60 m
| Platz | Athlet              | Land | Zeit (s) |
| ----- | ------------------- | ---- | -------- |
| 1     | Marian Woronin      | POL  | 6,57     |
| 2     | Leszek Dunecki      | POL  | 6,62     |
| 3     | Petar Petrow        | BUL  | 6,63     |
| 4     | Alexandr Aksinin    | URS  | 6,66     |
| 5     | Klaus-Dieter Kurrat | GDR  | 6,67     |
| 6     | Nikolai Kolesnikow  | URS  | DNF      |

Finale am 24. Februar

### 400 m
| Platz | Athlet             | Land | Zeit (s) |
| ----- | ------------------ | ---- | -------- |
| 1     | Karel Kolář        | TCH  | 46,21    |
| 2     | Stefano Malinverni | ITA  | 46,59    |
| 3     | Horia Toboc        | ROU  | 46,86    |
| 4     | Michael Düsing     | FRG  | 46,95    |

Finale am 25. Februar

### 800 m
| Platz | Athlet          | Land | Zeit (min) |
| ----- | --------------- | ---- | ---------- |
| 1     | Antonio Páez    | ESP  | 1:47,4     |
| 2     | Binko Kolew     | BUL  | 1:47,8     |
| 3     | András Paróczai | HUN  | 1:48,2     |
| 4     | Carlo Grippo    | ITA  | 1:49,1     |
| 5     | Milovan Savić   | YUG  | 1:49,1     |
| 6     | Rolf Gysin      | SUI  | 1:49,5     |

Finale am 24. Februar

### 1500 m
| Platz | Athlet             | Land | Zeit (min) |
| ----- | ------------------ | ---- | ---------- |
| 1     | Eamonn Coghlan     | IRL  | 3:41,8     |
| 2     | Thomas Wessinghage | FRG  | 3:42,2     |
| 3     | John Robson        | GBR  | 3:42,8     |
| 4     | Antti Loikkanen    | FIN  | 3:44,7     |
| 5     | Marc Nevens        | BEL  | 3:45,2     |
| 6     | Harald Hudak       | FRG  | 3:45,9     |
| 7     | Ray Flynn          | IRL  | 3:51,5     |
| 8     | Wibo Lelieveld     | NED  | 3:55,4     |

Finale am 25. Februar

### 3000 m
| Platz | Athlet               | Land | Zeit (min) |
| ----- | -------------------- | ---- | ---------- |
| 1     | Markus Ryffel        | SUI  | 7:44,5     |
| 2     | Christoph Herle      | FRG  | 7:45,5     |
| 3     | Aljaksandr Fjadotkin | URS  | 7:45,5     |
| 4     | Andreas Bäsig        | GDR  | 7:45,6     |
| 5     | Nick Rose            | GBR  | 7:46,7     |
| 6     | Dietmar Millonig     | AUT  | 7:47,5     |
| 7     | Francis Gonzalez     | FRA  | 7:51,9     |
| 8     | Mariano Scartezzini  | ITA  | 7:53,3     |

Finale am 25. Februar

### 60 m Hürden
| Platz | Athlet                  | Land | Zeit (s) |
| ----- | ----------------------- | ---- | -------- |
| 1     | Thomas Munkelt          | GDR  | 7,59     |
| 2     | Arto Bryggare           | FIN  | 7,67     |
| 3     | Eduard Perewersew       | URS  | 7,70     |
| 4     | Wjatscheslaw Kulebjakin | URS  | 7,77     |
| 5     | Romuald Giegiel         | POL  | 7,78     |
| 6     | Javier Moracho          | ESP  | 7,81     |

Finale am 25. Februar

### Hochsprung
| Platz | Athlet                 | Land | Höhe (m) |
| ----- | ---------------------- | ---- | -------- |
| 1     | Wladimir Jaschtschenko | URS  | 2,26     |
| 2     | Gennadi Belkow         | URS  | 2,26     |
| 3     | Andre Schneider-Laub   | FRG  | 2,24     |
| 4     | Gerd Nagel             | FRG  | 2,24     |
| 5     | Bruno Bruni            | ITA  | 2,21     |
| 6     | Henry Lauterbach       | GDR  | 2,21     |
| 7     | József Jámbor          | HUN  | 2,21     |
| 8     | Gottfried Wittgruber   | AUT  | 2,18     |

Finale am 24. Februar

### Stabhochsprung
| Platz | Athlet                | Land | Höhe (m) |
| ----- | --------------------- | ---- | -------- |
| 1     | Władysław Kozakiewicz | POL  | 5,58     |
| 2     | Konstantin Wolkow     | URS  | 5,45     |
| 3     | Wladimir Trofimenko   | URS  | 5,45     |
| 4     | Günther Lohre         | FRG  | 5,40     |
| 5     | Wojciech Buciarski    | POL  | 5,40     |
| 6     | Mariusz Klimczyk      | POL  | 5,40     |
| 7     | Philippe Houvion      | FRA  | 5,40     |
| 8     | Brian Hooper          | GBR  | 5,30     |

Finale am 25. Februar

### Weitsprung
| Platz | Athlet              | Land | Weite (m) |
| ----- | ------------------- | ---- | --------- |
| 1     | Wladimir Zepeljow   | URS  | 7,88      |
| 2     | Walerij Pidluschnyj | URS  | 7,86      |
| 3     | Lutz Franke         | GDR  | 7,80      |
| 4     | Ronald Desruelles   | BEL  | 7,79      |
| 5     | Jan Leitner         | TCH  | 7,68      |
| 6     | Grzegorz Cybulski   | POL  | 7,63      |
| 7     | Marco Piochi        | ITA  | 7,60      |

Finale am 25. Februar

### Dreisprung
| Platz | Athlet               | Land | Weite (m) |
| ----- | -------------------- | ---- | --------- |
| 1     | Henads Waljukewitsch | URS  | 17,02     |
| 2     | Anatoli Piskulin     | URS  | 16,97     |
| 3     | Jaak Uudmäe          | URS  | 16,91     |
| 4     | Gábor Katona         | HUN  | 16,54     |
| 5     | Béla Bakosi          | HUN  | 16,30     |
| 6     | Ramón Cid            | ESP  | 16,16     |
| 7     | Roberto Mazzucato    | ITA  | 16,13     |
| 8     | Karel Hradil         | TCH  | 15,89     |

Finale am 25. Februar

### Kugelstoßen
| Platz | Athlet             | Land | Weite (m) |
| ----- | ------------------ | ---- | --------- |
| 1     | Reijo Ståhlberg    | FIN  | 20,47     |
| 2     | Geoff Capes        | GBR  | 20,23     |
| 3     | Wladimir Kisseljow | URS  | 20,01     |
| 4     | Markku Tuokko      | FIN  | 19,55     |
| 5     | Anatolij Jarosch   | URS  | 19,12     |
| 6     | Jaroslav Brabec    | TCH  | 19,07     |
| 7     | Mike Winch         | GBR  | 17,03     |
| 8     | Hermann Neudolt    | AUT  | 16,30     |

Finale am 24. Februar

## Ergebnisse Frauen

### 60 m
| Platz | Athletin              | Land | Zeit (s) |
| ----- | --------------------- | ---- | -------- |
| 1     | Marlies Göhr          | GDR  | 7,16     |
| 2     | Marita Koch           | GDR  | 7,19     |
| 3     | Ljudmila Storoschkowa | URS  | 7,22     |
| 4     | Wendy Clarke          | GBR  | 7,26     |
| 5     | Linda Haglund         | SWE  | 7,28     |
| 6     | Sofka Popowa          | BUL  | 7,29     |

Finale am 25. Februar

### 400 m
| Platz | Athletin              | Land | Zeit (s) |
| ----- | --------------------- | ---- | -------- |
| 1     | Verona Elder          | GBR  | 51,80    |
| 2     | Jarmila Kratochvílová | TCH  | 51,81    |
| 3     | Karoline Käfer        | AUT  | 51,90    |
| 4     | Barbara Krug          | GDR  | 52,36    |

Finale am 25. Februar

### 800 m
| Platz | Athletin              | Land | Zeit (min) |
| ----- | --------------------- | ---- | ---------- |
| 1     | Nikolina Schterewa    | BUL  | 2:02,6     |
| 2     | Anita Weiß            | GDR  | 2:02,9     |
| 3     | Fița Lovin            | ROU  | 2:03,1     |
| 4     | Elisabeth Schacht     | FRG  | 2:03,7     |
| 5     | Anne-Marie Van Nuffel | BEL  | 2:05,3     |
| 6     | Wioleta Zwetkowa      | BUL  | 2:05,4     |
| 7     | Iwanka Bonowa         | BUL  | 2:05,9     |

Finale am 25. Februar

### 1500 m
| Platz | Athletin             | Land | Zeit (min) |
| ----- | -------------------- | ---- | ---------- |
| 1     | Natalia Mărășescu    | ROU  | 4:03,5     |
| 2     | Samira Saizewa       | URS  | 4:03,9     |
| 3     | Svetlana Guscova     | URS  | 4:07,4     |
| 4     | Brigitte Kraus       | FRG  | 4:09,7     |
| 5     | Rumjana Tschawdarowa | BUL  | 4:11,6     |
| 6     | Breda Pergar         | YUG  | 4:13,8     |
| 7     | Cherry Hanson        | GBR  | 4:13,8     |

Finale am 25. Februar

### 60 m Hürden
| Platz | Athletin           | Land | Zeit (s) |
| ----- | ------------------ | ---- | -------- |
| 1     | Danuta Perka       | POL  | 7,95     |
| 2     | Grażyna Rabsztyn   | POL  | 8,00     |
| 3     | Nina Morgulina     | URS  | 8,09     |
| 4     | Wera Komissowa     | URS  | 8,13     |
| 5     | Tatjana Anissimowa | URS  | 8,14     |
| 6     | Margit Bartkowiak  | GDR  | 8,22     |

Finale am 24. Februar

### Hochsprung
| Platz | Athletin           | Land | Höhe (m) |
| ----- | ------------------ | ---- | -------- |
| 1     | Andrea Mátay       | HUN  | 1,92     |
| 2     | Urszula Kielan     | POL  | 1,85     |
| 3     | Ulrike Meyfarth    | FRG  | 1,80     |
| 4     | Alessandra Fossati | ITA  | 1,80     |
| 5     | Ann-Ewa Karlsson   | SWE  | 1,80     |
| 6     | Jasmin Fischer     | FRG  | 1,80     |
| 7     | Elżbieta Krawczuk  | POL  | 1,80     |
| 8     | Lidija Benedetič   | YUG  | 1,80     |

Finale am 25. Februar

### Weitsprung
| Platz | Athletin          | Land | Weite (m) |
| ----- | ----------------- | ---- | --------- |
| 1     | Siegrun Siegl     | GDR  | 6,70      |
| 2     | Jarmila Nygrýnová | TCH  | 6,42      |
| 3     | Lena Johansson    | SWE  | 6,27      |
| 4     | Gina Ghioroaie    | ROU  | 6,10      |
| 5     | Rita Meurer       | FRG  | 6,05      |
| 6     | Edith Maier       | AUT  | 5,88      |

Finale am 24. Februar

### Kugelstoßen
| Platz | Athletin        | Land | Weite (m) |
| ----- | --------------- | ---- | --------- |
| 1     | Ilona Slupianek | GDR  | 21,01     |
| 2     | Marianne Adam   | GDR  | 20,11     |
| 3     | Judy Oakes      | GBR  | 15,66     |

Finale am 25. Februar